# Marcelo Magalhães
Marcelo Garcia Magalhães (São Caetano do Sul, 7 de agosto de 1979), mais conhecido como Marcelo Magalhães, é um ex-futebolista brasileiro que atuava como zagueiro.[carece de fontes?]

## Carreira
Marcelo iniciou sua carreira, em 1996, quando era jovem no clube Guaçuano de Sub-20, e em 1997, entrou para o clube profissional Guaçuano.[carece de fontes?] No mesmo ano, ele passou para o Corinthians, e estreou oficialmente no time como reserva em 18 de janeiro de 1998, com uma partida contra o Caldense, que terminou vencendo em casa com 4-1.
Em 2002, Marcelo ingressou ao clube Americano, e no mesmo ano, passou para o Vasco da Gama. Em 2003, ele passou para o time Juventude,[carece de fontes?] e em 2004, ele foi contratado para jogar no Grêmio.
Em 2005, Marcelo passou para o clube Portuguesa Santista, e em 2006, ele ingressou no Avaí, e no mesmo ano, passou para o Central.[carece de fontes?]
E em 2007, ele passou pelo clube Rio Branco-SP, e no mesmo ano, ele ingressou ao Santa Cruz, que posteriormente em 2008, se aposentou.[carece de fontes?]

## Títulos
Os títulos que Marcelo conquistou são:
Corinthians
- Campeão Paulista - 1997, 1999, 2001[carece de fontes?]
- Campeão Brasileiro - 1998, 1999[carece de fontes?]
- Campeão da Copa do Brasil - 2002[carece de fontes?]
- Campeão do Torneio Rio São Paulo - 2002[carece de fontes?]